# .405 Winchester
El .405 Winchester o .405 WCF es un cartucho metálico  de percusión central, con borde, introducido en 1904 para el rifle de palanca Winchester 1895 .  A la fecha es uno de los cartuchos con borde más potentes, diseñado específicamente para rifles de palanca; Los únicos cartuchos modernos de mecanismo de palanca que lo superan son el .50 Alaskan, el .450 Alaskan, el .475 Turnbull, el .348 Turnbull y el .450 Marlin . El .405 fue muy apreciado por el presidente Theodore Roosevelt, el que utilizó durante su safari por África Oriental. 

## Descripción y balística

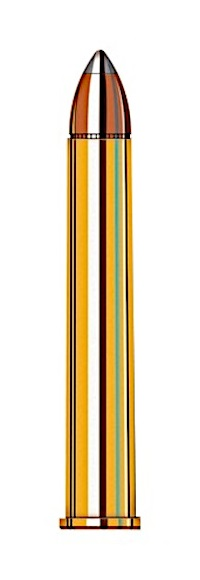
El .405 WCF.

La carga original de fábrica de Winchester era una bala de 300 granos de punta blanda o Full Metal Jacket, que salía de la boca a 2200 pies por segundo. Cuando se descontinuó la producción del Winchester M1895 en 1936, el cartucho quedó obsoleto.  Las listas de catálogos del cartucho cesaron en 1955.  Sin embargo, durante el centenario de la administración presidencial de Theodore Roosevelt en el 2001, Winchester reintrodujo el M1895 en el .405 Winchester y revivió el cartucho. 
Además del Winchester Modelo 1895, el .405 también estaba disponible en el rifle de tiro único Winchester Modelo 1885, el rifle de cerrojo Remington-Lee (de 1904 a 1906) y varios rifles dobles británicos y europeos.  El cartucho también estaba disponible en el rifle de un solo tiro Ruger No.1 Tropical .
Las campañas publicitarias de Winchester durante la primera década del siglo XX aprovecharon al máximo los frecuentes elogios de Theodore Roosevelt al .calibre, así como al Winchester 1895 que lo alojaba.  Roosevelt se refirió a este rifle como su "'pistola medicinal' para leones". Esta cita proviene del relato de Roosevelt sobre una caza de leones en el séptimo capítulo de su libro African Game Trails (Scribner's Sons, 1910, página 167):
Pero mientras estábamos de pie, uno de los porteadores que estaba detrás gritó "Simba"; y vislumbramos una gran leona galopando junto a los árboles, justo más allá del donga... Tarlton tomó su gran cañón doble y me aconsejó que tomara el mío, ya que el sol acababa de ponerse y era probable que el trabajo fuera reñido; pero negué con la cabeza, porque la Winchester 405 es, al menos para mí personalmente, la "pistola medicinal" para los leones. 
Desde su introducción, muchos cazadores han usado el .405 Winchester para la caza mayor africana, incluyendo presas como el rinoceronte y el búfalo del cabo; sin embargo, generalmente se considera mas adecuado para animales de piel delgada, debido a su baja densidad seccional. La velocidad del cartucho también es baja para los estándares contemporáneos, lo que hace que disparar a larga distancia sea un desafío debido a la tolerancia que el tirador debe tener en cuenta para la caída de la bala. 

## Dimensiones

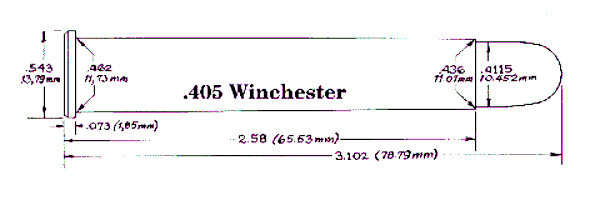